# Bozova
Bozova là một huyện thuộc tỉnh Şanlıurfa, Thổ Nhĩ Kỳ. Huyện có diện tích 1620 km² và dân số thời điểm năm 2007 là 58150 người, mật độ 36 người/km².